# Атаева, Сабира
Сабира Атаева (1917—1993) — туркменская, советская актриса театра и кино. Народная артистка СССР (1981).

## Биография
Сабира Атаева родилась 7 ноября 1917 года в селе Бами (ныне — Бахерденский этрап, Ахалский велаят, Туркменистан) в многодетной семье.
Рано потеряла отца и мать. Воспитывалась в Ашхабадском детдоме.
В 1941 году окончила Государственный институт театрального искусства (ГИТИС) в Москве у педагогов О. Пыжовой и Б. Бибикова.
С 1941 года — актриса Туркменского драматического театра им. И. В. Сталина (с 1963 — имени Молланепеса, ныне — Студенческий театр имени Молланепеса) (Ашхабад).
Снималась в кино. Член Союза кинематографистов Туркменской ССР.
За более чем 50-летнюю творческую деятельность сыграла более 200 ролей в театре и кинематографе.
Член КПСС с 1951 года.
Ушла из жизни 19 марта 1993 года в Ашхабаде.

## Награды и звания
- Народная артистка Туркменской ССР (1967)
- Народная артистка СССР (1981)
- Государственная премия Туркменской ССР им. Махтумкули (1985)[3]
- Медаль «За трудовую доблесть» (1949)

## Роли в театре
- «Лекарь поневоле» Мольера — Мартина
- «Мехри» Х. Дерьяева — Аннабиби
- «Месть» И. Юмангулова — Зумрат
- «Ромео и Джульета» У. Шекспира — кормилица
- «Так мне и надо» К. М. Мухамеджанова — Кенджегуль
- «Кеймир-Кёр» Б. Аманова и К. Бурунова — Дойдук-эдже
- «Тридцатые годы» Г. Мухтарова — хорошая женщина
- «Знакомое лицо» А. Агабаева — Бостан-эдже
- «Невестка идёт» Т. Эсеновой — Яманджаи[4]

## Фильмография
- 1957 — Особое поручение — Джерен
- 1959 — Айна — эпизод
- 1963 — Случай в Даш-Кале — эпизод
- 1963 — Шахсенем и Гариб — Абадан
- 1967 — Тихая невестка — соседка
- 1968 — Рабыня — старшая жена
- 1969 — Человек за бортом
- 1970 — Горькая судьба — Сона
- 1971 — Невестка — мать Мурада
- 1974 — Мал да удал — Садап-эдже
- 1976 — Умей сказать «нет!» — Дурсун-эдже
- 1978 — Кугитангская трагедия — Огульбостан
- 1984 — Возвращение покровителя песен — Заман-эдже
- 1984 — Фраги — разлучённый со счастьем — Огулгерек
- 1988 — Дикарь
- 1991 — Гибель Отрара — Кулан[5].